# Skylanders: SuperChargers
Skylanders: SuperChargers é um jogo de plataforma de RPG e a quinta parcela da série Skylanders. Foi desenvolvido pela Vicarious Visions e Beenox e publicado pela Activision. Foi lançado em 20 de setembro de 2015 para PlayStation 3, PlayStation 4, Wii U, Xbox 360, Xbox One e foi lançado em 25 de outubro de 2015 para iOS. Skylanders: SuperChargers Racing foi lançado como um título independente para Wii e Nintendo 3DS na mesma data e se concentra em corridas. Uma sequência, Skylanders: Imaginators, foi lançada em outubro de 2016.

## Jogabilidade
Como seus antecessores, Skylanders: SuperChargers é um videogame de "brinquedo para a vida" no qual os jogadores colocam estatuetas de brinquedo no "Portal do Poder", permitindo que eles joguem como o personagem representado no jogo. O jogo apresenta um "Portal of Power" redesenhado com uma superfície cada vez maior para acomodar veículos, que são maiores do que os personagens típicos. SuperChargers introduz veículos, que são divididos em três classes; terra, mar e céu. Veículos terrestres e aquáticos permitem que os jogadores corram em terra ou debaixo d'água em várias pistas diferentes, enquanto os veículos aéreos podem ser acelerados e desacelerados e apresentam um "sistema de piloto automático" que pode guiar automaticamente os jogadores até seu destino.
Cada pista está cheia de obstáculos, dos quais os jogadores devem evitar, e têm rotas alternativas que podem ajudá-los a chegar à linha de chegada mais rapidamente. Os jogadores devem derrotar um chefe antes de chegar à linha de chegada e devem resolver um quebra-cabeça antes de prosseguir. Os jogadores também podem coletar peças para veículos para atualizá-los por meio de uma tela de personalização que se abre automaticamente após a coleta de uma peça. O jogador também pode comprar mods para atualizar o veículo usando "Gearbits", que podem ser obtidos ao completar missões e estágios. Cada personagem tem seus próprios veículos correspondentes, e usar a combinação correta faz com que o personagem entre em um estado "Supercharged", que concede ao veículo habilidades adicionais. Os 117 personagens introduzidos na série desde Skylanders: Spyro's Adventure ainda podem ser jogados em SuperChargers, mas o jogo inclui apenas 20 novas estatuetas, devido à inclusão de veículos. Personagens que retornam, como Stealth Elf e Trigger Happy, são reimaginados com novas habilidades e árvores de atualização.  Além disso, as versões da Nintendo apresentam participações especiais de Donkey Kong e Bowser da franquia Mario, com suas figuras dobrando como figuras Amiibo para outros jogos.
O jogo também pode ser jogado cooperativamente com outro jogador. Apenas um veículo pode ser usado, com um jogador dirigindo enquanto o outro se defende contra ameaças.
O minijogo Skystones retorna, com armadilhas coletadas em Skylanders: Trap Team adicionando uma Skystone única para jogar. De acordo com as iterações anteriores, um Starter Pack incluindo um portal está disponível nas lojas, mas os consumidores podem baixar o título a um preço mais barato e usar o portal existente de Skylanders: Trap Team.

## Sinopse

### Personagens
Skylanders: SuperChargers apresenta vinte pares correspondentes de veículos e SuperChargers, bem como figuras variantes de Skylanders e veículos. Há também troféus que permitem aos jogadores correr como vilões, que vêm em pacotes de ação de corrida. Um troféu Kaos está incluído na edição sombria do pacote inicial do jogo. As versões Wii, Wii U e 3DS apresentam Bowser e Donkey Kong como personagens jogáveis, que são jogáveis nas versões Wii U e Switch de Skylanders: Imaginators.

### Enredo
Kaos diz ao jogador, o "Mestre do Portal", que ele capturou o Mestre Eon, Flynn, Cali e Hugo e ganhou o controle dos portais, permitindo que ele cortasse sua conexão com as Skylands. No entanto, Hugo consegue chegar ao Mestre do Portal e restaurar sua conexão com o portal. Os Skylanders se infiltram na nave de transporte do Conde Moneybone e libertam Cali, Flynn e Hugo, que lhes dizem que há outros prisioneiros que devem ser libertados. Depois de escapar, Flynn, Cali e Hugo veem uma engenhoca que está "comendo o céu" e recebem uma mensagem de Eon, informando-os de que ele foi capturado e Kaos usou a Escuridão para construir o Devorador do Céu. Para combatê-lo, uma equipe especial de Skylanders chamada SuperChargers é montada, que monta motores de fenda especiais utilizando a tecnologia de portal.
Em Motley Meadows, os Skylanders descobrem que o Devorador do Céu está atacando e devem resgatar os habitantes. Depois de ganhar o controle da nave líder e resgatar os prisioneiros, eles retornam à Skylanders Academy. Os Skylanders então vão para as Montanhas Cloudscraper para procurar o Cloudbreather Dragon, que pode rastrear qualquer coisa ou a localização de qualquer pessoa, mas as forças de Kaos assumiram o controle e tentam sequestrar o Dragão. No entanto, os Superchargers os impedem. e o Cloudbreather Dragon diz a eles que Eon está atualmente preso na Terra dos Mortos-Vivos. Para chegar lá, eles devem atualizar os Rift Engines usando o Thunderous Bolt do Cloud Kingdom. Ao chegar, Lord Stratosfear assumiu, mas os Skylanders derrubam suas naves de transporte e o derrotam, permitindo que eles obtenham os Bolts.
Enquanto eles lutam pela prisão e libertam prisioneiros, o Conde Moneybone é derrotado e Eon é libertado. Kaos descobre isso, mas antes que ele possa agir, a Escuridão se torna senciente e começa a guiá-lo. Eon diz aos Superchargers que eles devem derrotar a Escuridão aprendendo como os Antigos a derrotaram anteriormente; no entanto, o único registro disso está na Biblioteca Spell Punk, que apenas um Spell Punk pode navegar. Os Superchargers então vão para a Biblioteca Spell Punk, onde descobrem que um Rift Engine superpoderoso chamado "The Dark Rift Engine" deixou The Darkness entrar nas Skylands, e que o Core of Light foi desenvolvido anteriormente como uma arma contra ele, mas nunca foi concluído. Eles decidem procurar o autor Pomfrey Le Fuzzbottom para aprender como completar o Núcleo de Luz.
No Devorador do Céu, a Escuridão convence Kaos a governar o universo, não apenas as Skylands. Embora Glumshanks tente convencer Kaos a desistir, a Escuridão o convence a demitir Glumshanks, e ele foge para a Academia Skylanders. Os Superchargers vão para Gladfly Glades e encontram Fuzzbottom, que lhes diz que a última parte do Núcleo de Luz é o Olho dos Antigos, que atualmente está sendo mantido por um Titã Lagosta, e a única maneira de igualar seu poder é usar o Kernel Kolossal, que está na posse do Capitão Cluck. Os Superchargers derrotam Cluck e usam o Kernel Kolossal para derrotar o Titã Lagosta, ganhando o Olho dos Antigos.
Mags então completa o Núcleo da Luz, mas a Escuridão avisa Kaos sobre isso e ele ataca a Skylanders Academy; no processo, o Núcleo de Luz é destruído e Glumshanks aparentemente se sacrifica para que os Superchargers possam escapar, mas mais tarde é revelado que está vivo. Eon propõe que os Superchargers usem o Dark Rift Engine para parar a Escuridão, e Glumshanks diz a eles que provavelmente está localizado no Vault of the Ancients.
Quando eles retornam, os Piratas do Céu atacam e sequestram Mags, com a intenção de usá-la para escapar das Skylands em colapso. Enquanto isso, Kaos percebe que não quer mais destruir as Skylands, pois isso arruinaria seu sonho de governá-las. Ele confronta a Escuridão sobre isso, mas depois que ela ameaça tirar seus poderes, ele abre uma Mega Fenda para destruir todas as Skylands.
Os Superchargers, Flynn, Cali e Glumshanks atacam o Devorador do Céu e chegam à sala do trono de Kaos, onde ele os ataca com todo o poder da Escuridão, mas é derrotado. Depois, ele se cansa da Escuridão dizendo-lhe o que fazer e foge com os Superchargers e seus aliados. A Escuridão então reabre o Rift e veste os restos mortais do Devorador do Céu como armadura, mas é finalmente derrotado. Kaos então se junta à Academia como consultor até que ele possa recuperar seus poderes.

## Desenvolvimento
Um novo jogo de Skylanders foi confirmado pela Activision em 5 de fevereiro de 2015.  A inclusão de veículos e o título do jogo vazou em 26 de maio de 2015, antes de sua revelação oficial em 3 de junho de 2015.

### Skylanders: SuperChargers Racing
Os elementos de corrida do jogo completo foram desenvolvidos pela Beenox. As versões para Nintendo 3DS e Wii apresentam apenas essa parte de corrida, porque portar o jogo completo da geração atual foi considerado "um grande desafio" e o diretor do jogo, Maxime Montcalm, disse que "ninguém poderia fazer isso". O modo aventura mostra todas as Skylands competindo em um Grand Prix patrocinado por Pandergast pelo Globo de Neve do Destino, que concederá ao vencedor um desejo. SuperChargers Racing é a última parcela de Skylanders a ser lançada no Wii e Nintendo 3DS.

## Recepção
Skylanders: SuperChargers recebeu críticas "geralmente favoráveis" de acordo com o agregador de críticas Metacritic. Apesar da recepção positiva, A Activision relatou em fevereiro de 2016 que o jogo não atendeu às expectativas de vendas.

### Prêmios
| Lista de prêmios e indicações | Lista de prêmios e indicações | Lista de prêmios e indicações | Lista de prêmios e indicações |
| Prêmios                       | Categoria                     | Resultado                     | Ref.                          |
| ----------------------------- | ----------------------------- | ----------------------------- | ----------------------------- |
| The Game Awards 2015          | Best Family Game              | Indicado                      | [ 36 ]                        |
| 2016 Kids' Choice Awards      | Favorite Video Game           | Indicado                      | [ 37 ]                        |